# Great Fish River
Der Great Fish River (Afrikaans Groot-Visrivier, dt. Großer Fischfluss; früher Great Salt River) ist ein Fluss in der südafrikanischen Provinz Ostkap. Er hat eine Länge von etwa 730 Kilometern und verfügt über ein Einzugsgebiet von 30.366 Quadratkilometern. Der Fluss entwässert zusammen mit dem westlich von ihm gelegenen Sundays River die östlichen Teile der semiariden Karoo. Wichtige Zuflüsse sind der Teebus,  Kat River, Little Fish River, Koonaprivier und der Tarka River.

## Verlauf
Die Quellgebiete seiner oberen Zuflüsse befinden sich im nordwestlichen Abschnitt der Provinz Ostkap, im weiteren Umfeld der Stadt Middelburg. Die Quellen befinden sich im Nordteil des Bamboesberg-Massivs und im Ostteil der Sneeuberg-Massivs (Snow Mountains). Der Flusslauf erstreckt sich südlich von Middelburg durch die kleine Ortschaft Visrivier nach Cradock und weiter bis in die Gegend östlich von Somerset East, von wo sich sein rechter Nebenfluss Little Fish River annähert und in der Landschaft zwischen Sheldon und Carlisle Bridge in den Great Fish River mündet. Ab etwa dieser Stelle nehmen seine Windungen deutlich zu und das Tal schneidet sich tiefer in die Landschaft ein. Weiter flussabwärts nimmt er den Koonaprivier mit seinen Zuflüssen aus dem Winterberge-Gebiet sowie den Kat River auf, der sein Wasser aus dem Katberg- und Elandsberg-Gebiet heranführt.
Im Unterlauf mäandriert das Flussbett sehr stark und schneidet sich tief in das Hügelland der Region um Makhanda ein. Seine Mündung liegt in der Waterloo Bay östlich von Port Alfred bei Fort D’ Acre an der Küste des Indischen Ozeans. Dort weitet sich sein Tal und die Mündung ist von einer mächtigen Sandbank geprägt. Die Regionalstraße R72 überquert hier das Tal mit einer Brücke.

### Geologische Situation
Sein Oberlauf und die wichtigsten Zuflüsse liegen im Bereich der östlichen Großen Karoo, deren geologischer Aufbau von Sandsteinen und anderen Sedimentgesteinen  der Beaufort-Gruppe bestimmt ist. Im Bereich des Great Fish River-Naturreservats sind es hauptsächlich Sandsteine der Middleton Formation (Beaufort-Gruppe), die den geologischen Aufbau der Uferzonen prägen. Weiter flussabwärts quert sein Verlauf nördlich von Makhanda die schmale Sandstein-Zone der Ecca-Gruppe und hat  mit Tilliten der Dwyka-Gruppe Kontakt, bevor er weiter südlich in ältere Gesteinsschichten vordringt. Nun erreicht der Great Fish River die Faltungszone der Cape Supergruppe. Es handelt sich hauptsächlich um Gesteine (Schiefer) der Witteberg-Gruppe (Devon). Sein Mündungsbereich liegt im Bereich dieser Faltungszone.
Von seinem Oberlauf bei Middelburg bis nördlich von Makhanda durchfließt der Great Fish River eine bassinartige Landschaft. Dieses Gebiet wird als Great Fish River Basin (Fish-River-Becken) bezeichnet. Es handelt sich um eine flache bis flachwellige Landschaft mit einer Ausdehnung von etwa 25.000 Quadratkilometern. Das Becken ist von geringen jährlichen Niederschlagsmengen (350–450 mm) gekennzeichnet. Quellfähige Tonminerale in den Böden, wie beispielsweise Montmorillonit, nehmen einen beträchtlichen Teil des Oberflächenwassers auf, binden es für längere Zeit und geben es sukzessive in Form von Wasserdampf wieder an die Atmosphäre ab. Dieser Vorgang begünstigt das semiaride Klima in dem Great Fish River Bassin, weil nur geringe Wassermengen in den Grundwasserleiter (hier meist Sandsteine) aufgenommen wird. Dieser Vorgang wird als Evapotranspiration bezeichnet.
Typische alluviale Ablagerungen auf dem welligen Relief des Fish-River-Beckens sind tonige Lehmböden.

## Hydrometrie
Die Durchflussmenge des Flusses wurde 17 Jahre lang (1969–1986) in Outspan, 145 km oberhalb der Mündung in m³/s gemessen. Es ist zu erwähnen, dass der Fluss zu jeder Jahreszeit trockenfallen kann.
- Diagrammdaten:
- Definition |
- Rohdaten |
- Hilfe

## Geschichte
Zwischen 1779 und 1853 waren die Ufer des Great Fish River Schauplatz der Grenzkriege zwischen europäischen Siedlern und afrikanischen Ureinwohnern. Auch schon damals war die Verteilung der knappen Wasservorräte zentraler Konfliktstoff. Aktuell obliegt die Wasserverteilung der Administration der Water User’s Association und ihren 17 regionalen Water Control Officers. Ein Teil des Wassers wird seit 1975 über den Orange-Fish River Tunnel zugeführt.

## Wasserreservoirs im Einzugsgebiet
Im Einzugsgebiet des Great Fish Rivers befinden sich fünf große Wasserstaubecken, die zu Wasserversorgung ihrer Regionen genutzt werden.
- Grassridge Dam (am Groot Brak River)
- Kat River Dam (am Kat River)
- Kommandodrif Dam (am Tarka River)
- Lake Arthur (am Tarka River)

## Naturschutzreservate am Great Fish River
Ein Teil des Flusslaufes ist wegen seiner landschaftlichen und ökologischen Merkmale sowie seiner Artenvielfalt zum Schutzgebiet Great Fish River Reserve erklärt worden.
Dieser Naturschutzraum mit einer Fläche von 45.000 Hektar besteht aus drei einzelnen Reservatbereichen. Das sind:
- Double Drift Nature Reserve
- Andries Vosloo Kudu Reserve
- Sam Knott Nature Reserve

Dieses Naturschutzgebiet wird durch die Regionalstraße R345 durchschnitten und ist von den Ortschaften Alice im Norden und Peddie im Süden erreichbar. Die Regionalstraße R67 führt an seinem westlichen Rand vorbei.

## Nutzungsformen im Einzugsgebiet
Der größte Teil seines Einzugsgebiets, 94 Prozent, sind naturbelassene Flächen, die einer anthropogenen Veränderung und Nutzung nur gering oder nicht unterlagen. Es handelt sich dabei um trockenes Steppen- und Buschland der Großen Karoo mit einer überwiegend sehr geringen urbanen Nutzung. Als Agrarflächen werden nur 3 Prozent des Gebiets genutzt und ein gleicher Anteil gilt als degradierte Landschaft, die von Erosionserscheinungen betroffen ist. Bebaute Flächen halten einen Anteil von unter 1 Prozent am Einzugsgebiet, obwohl zu ihnen die Ortschaften Adelaide, Bedford, Cradock, Fort Beaufort, Middleburg und Somerset East gehören. Der Grund für diese Nutzungsstruktur besteht in den spezifischen geologischen und klimatischen Verhältnissen dieser Karoo-Region.
Die Entwicklung wirtschaftlicher Aktivitäten ist auf Grund dieser Voraussetzungen schwierig und in Hinsicht auf die sensiblen ökologischen Verhältnisse auch nur eingeschränkt möglich und nicht überall wünschenswert. Historisch handelt es sich um traditionelles Farmland, das aber nur noch eingeschränkt Nutzung zu diesem Zwecke findet. Heute bemüht man sich seitens öffentlicher und privater Aktivitäten um sanften Tourismus in der oft halbwüstenartigen Landschaft.
Das Great Fish River Museum in Cradock zeigt Objekte aus der europäischen Besiedlungsgeschichte am Oberlauf des Great Fish Rivers.